# Wiceprezydenci Federacji Bośni i Hercegowiny
| #  | Imię i nazwisko                                             | Portret | Kadencja         | Kadencja         | Partia polityczna | Partia polityczna |
| #  | Imię i nazwisko                                             | Portret | Od               | Do               | Partia polityczna | Partia polityczna |
| -- | ----------------------------------------------------------- | ------- | ---------------- | ---------------- | ----------------- | ----------------- |
| 1  | Ejup Ganić (ur. 1946)                                       |         | 31 maja 1994     | 29 grudnia 1997  |                   | SDA               |
| 2  | Vladimir Šoljić (ur. 1943)                                  |         | 29 grudnia 1997  | 1 stycznia 1999  |                   | HDZ BiH           |
| 3  | Ejup Ganić (ur. 1946)                                       |         | 1 stycznia 1999  | 1 stycznia 2000  |                   | SDA               |
| 4  | Ivo Andrić-Lužanski (ur. 1956)                              |         | 1 stycznia 2000  | 1 stycznia 2001  |                   | HDZ BiH           |
| 5  | Ejup Ganić (ur. 1946)                                       |         | 1 stycznia 2001  | 27 lutego 2001   |                   | bezpatrtyjny      |
| 6  | Safet Halilović (ur. 1951)                                  |         | 27 lutego 2001   | 1 stycznia 2002  |                   | SDA               |
| 7  | Karlo Filipović (ur. 1954)                                  |         | 1 stycznia 2002  | 27 stycznia 2003 |                   | SDP BiH           |
| 8  | Šahbaz Džihanović (ur. 1949) Desnica Radivojević (ur. 1952) |         | 27 stycznia 2003 | 22 lutego 2007   |                   | SDA               |
| 8  | Šahbaz Džihanović (ur. 1949) Desnica Radivojević (ur. 1952) | SDA     | 27 stycznia 2003 | 22 lutego 2007   |                   |                   |
| 9  | Spomenka Mičić (ur. 1949) Mirsad Kebo (ur. 1947)            |         | 22 lutego 2007   | 17 marca 2011    |                   | SBiH              |
| 9  | Spomenka Mičić (ur. 1949) Mirsad Kebo (ur. 1947)            | SDA     | 22 lutego 2007   | 17 marca 2011    |                   |                   |
| 10 | Svetozar Pudarić (ur. 1959) Mirsad Kebo (ur. 1947)          |         | 17 marca 2011    | 9 lutego 2015    |                   | SDP BiH           |
| 10 | Svetozar Pudarić (ur. 1959) Mirsad Kebo (ur. 1947)          | SDA     | 17 marca 2011    | 9 lutego 2015    |                   |                   |
| 11 | Milan Dunović (ur. 1974) Melika Mahmutbegović (ur. 1959)    |         | 9 lutego 2015    | 28 lutego 2023   |                   | DF                |
| 11 | Milan Dunović (ur. 1974) Melika Mahmutbegović (ur. 1959)    | SDA     | 9 lutego 2015    | 28 lutego 2023   |                   |                   |
| 12 | Igor Stojanović Refik Lendo                                 |         | 28 lutego 2023   | nadal            |                   | SDP BiH           |
| 12 | Igor Stojanović Refik Lendo                                 | SDA     | 28 lutego 2023   | nadal            |                   |                   |